# Hartwell (Missouri)
Hartwell és una població dels Estats Units a l'estat de Missouri. Segons el cens del 2000 tenia 12 habitants.

## Demografia
Segons el cens del 2000, Hartwell tenia 16 habitants, 5 habitatges, i 3 famílies. La densitat de població era de 12,9 habitants per km².
Dels 5 habitatges en un 60% hi vivien nens de menys de 18 anys, en un 60% hi vivien parelles casades, en un 0% dones solteres, i en un 40% no eren unitats familiars. En el 40% dels habitatges hi vivien persones soles el 20% de les quals corresponia a persones de 65 anys o més que vivien soles. El nombre mitjà de persones vivint en cada habitatge era de 3,2 i el nombre mitjà de persones que vivien en cada família era de 4,67.
Per edats la població es repartia de la següent manera: un 50% tenia menys de 18 anys, un 6,3% entre 18 i 24, un 31,3% entre 25 i 44, un 6,3% de 45 a 60 i un 6,3% 65 anys o més.
L'edat mediana era de 18 anys. Per cada 100 dones de 18 o més anys hi havia 100 homes.
La renda mediana per habitatge era de 9.375 $ i la renda mediana per família de 30.417 $. Els homes tenien una renda mediana de 21.250 $ mentre que les dones 8.750 $. La renda per capita de la població era de 4.216 $. Entorn del 40% de les famílies i el 44% de la població estaven per davall del llindar de pobresa.

## Poblacions més properes
El següent diagrama mostra les poblacions més properes.